# Charlie Siringo
Charles Angelo Siringo (Condado de Matagorda, Texas, 7 de febrero de 1855 – Altadena, California, 18 de octubre de 1928), más conocido como Charlie Siringo, fue un cowboy estadounidense, escritor y empleado de la Agencia Nacional de Detectives Pinkerton. Aunque reconocido por su destreza con las armas, la mayoría de sus casos fueron solucionados sin violencia.

## Infancia y juventud
Hijo de inmigrantes (su padre fue italiano y su madre irlandesa), fue a la escuela hasta la edad de quince años. Después de terminar sus estudios trabajó como cowboy en diferentes ranchos de la zona y formó parte de las travesías de acarreo de ganado en boga en esos años. En 1876 participó en el transporte a campo traviesa de 2,500 cabezas desde Austin, Texas, a Kansas, como parte de la ruta Chisholm. En Dodge City logró un contrato para trabajar para el Rancho LX en Texas. En ese tiempo se topó con Henry McCarthy, más conocido como Billy the Kid, a quien después buscaría en sus misiones de agente privado.

## Labor en la Agencia de Detectives Pinkerton

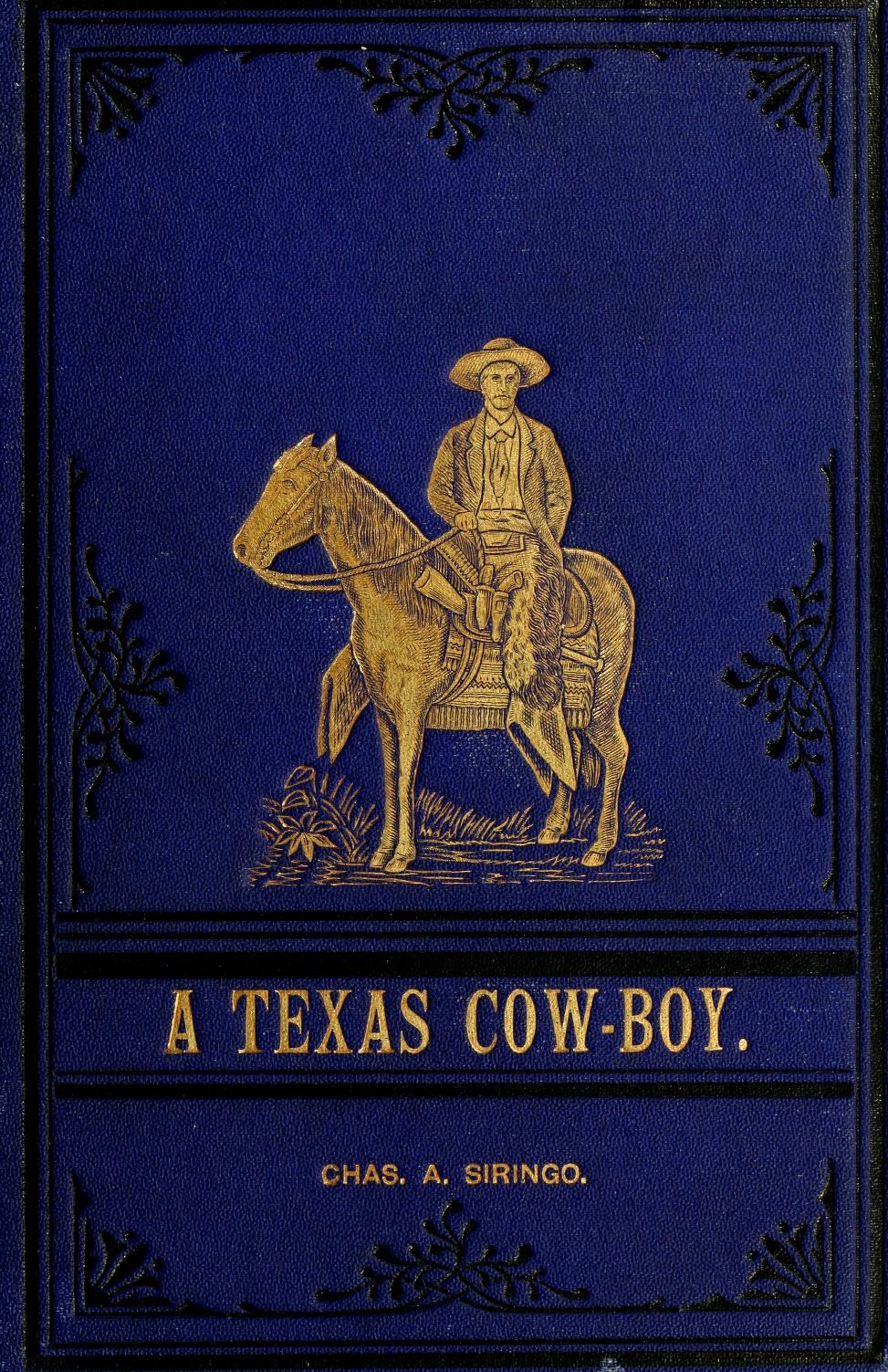

En 1884 paró su actividad en la ganadería, contrajo matrimonio, abrió un negocio en Kansas y comenzó a escribir su primer libro acerca de sus experiencias: “ Un Vaquero Tejano …” (A Texas Cowboy: or Fifteen Years on the Hurricane Deck of a Spanish Pony ). La novedad de esta obra se debía a que era una de los primeras acerca de este oficio, puesto que fue el primer cowboy conocido que escribió una autobiografía. Sin embargo, su nueva vida de empresario no le satisfizo, por lo que, ayudándose del nombre del oficial Pat Garret como referencia laboral, pasó a formar parte de la Agencia Nacional de Detectives Pinkerton en 1886 en Chicago, de la cual formaría parte por 22 años. Auxiliándose de su experiencia como vaquero se infiltró en las bandas de cuatreros y asaltantes. Su actividad cubrió un amplio territorio desde Alaska hasta la Ciudad de México. 
En 1890 Siringo quedó viudo al morir su esposa. En ese tiempo fue llamado a realizar trabajo de oficina en Denver, algo que no era de su agrado. En el año 1892 dejó las actividades entre cuatro paredes para comenzar el trabajo de infiltración en las asociaciones sindicales de trabajadores. A pesar del desprecio que tenía a los directores de esas organizaciones, una vez protegió a un sujeto de ser colgado por una multitud. En esta etapa participó en renombrados casos de disputas laborales. 
En 1893 contrajo nupcias nuevamente, pero se separó después del nacimiento de su hijo. Al final de la década logró inmiscuirse como parte de la banda de Butch Cassidy llamada Wild Bunch, bajo la apariencia de ser un pistolero buscado por la autoridad. En su estadía pudo entorpecer algunas acciones delincuenciales de la pandilla, pero los arrestos realizados fueron pocos. Después del asalto de un tren en 1899 fue encargado de capturar a estos delincuentes, por lo que comenzó una persecución incesante. Con todo, dos integrantes, ( Cassidy y Sundance Kid) lograron huir con rumbo a Bolivia .

## Años postreros

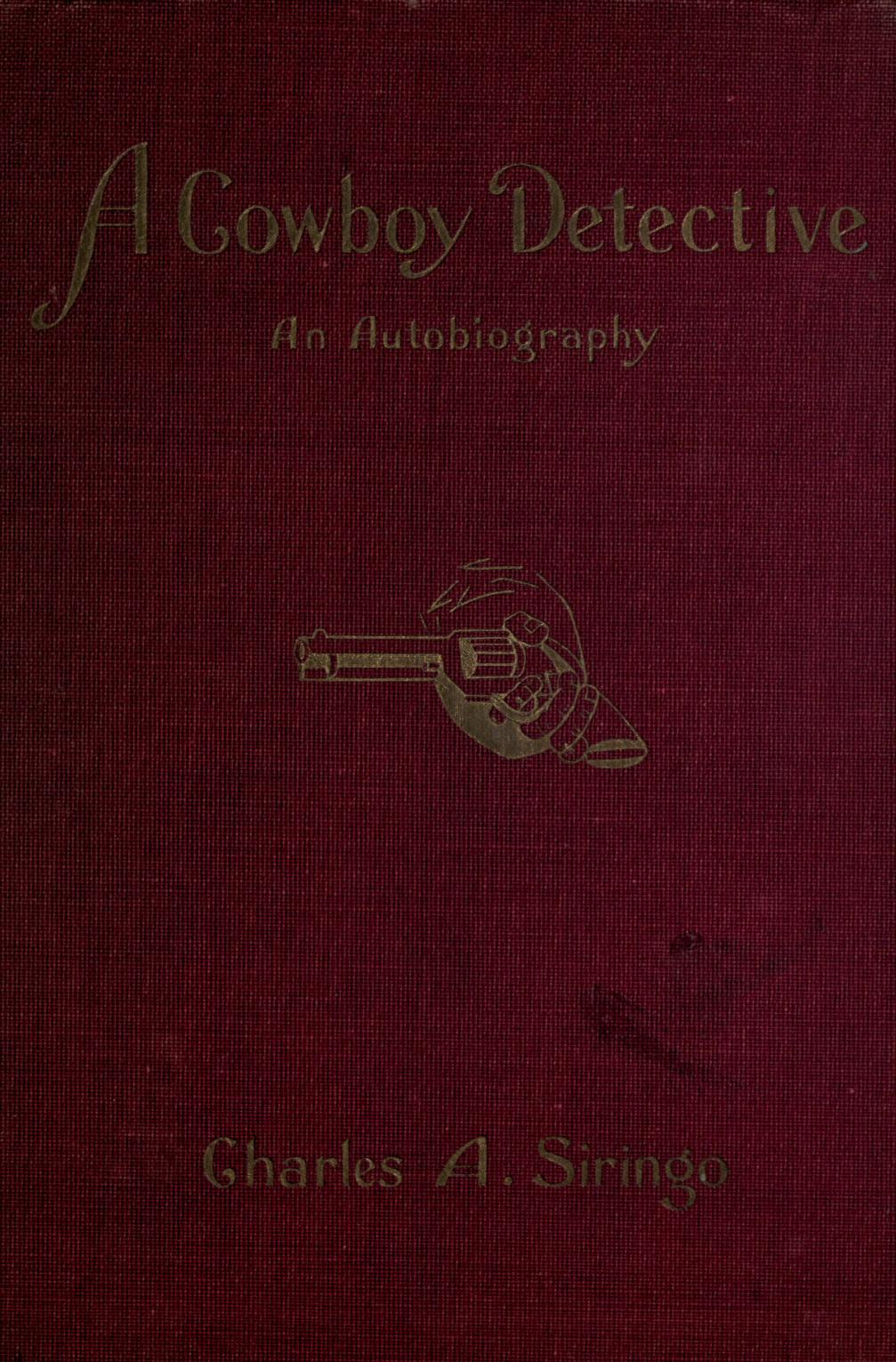

En 1907 Charlie dejó la agencia y se mudó a Santa Fe, Nuevo México. Inició otro libro con el nombre de “ Un Detective Vaquero en Pinkerton” (Pinkerton’s Cowboy Detective), pero su publicación fue obstaculizada por la compañía al demandar el uso indebido de su nombre, bajo un supuesto acuerdo entre ambas partes. Por ello, Siringo decidió lanzar dos libros, ambos con información alterada con respecto al original: “Un Vaquero Detective” ( A Cowboy Detective) y “Más Aventuras de un Vaquero Detective” (Further Adventures of a Cowboy Detective). Una nueva obra fue realizada por el antiguo detective en forma clandestina para vengarse de las interrupciones de la agencia: “Dos Ismos Perversos: Pinkertonismo y Anarquismo” (Two Evil Isms, Pinkertonism and Anarchism); nuevamente bloqueadas por la organización y por ello incoado ante la justicia de Chicago, pero el gobernador de esta ciudad impidió la convocatoria ante la autoridad. 
En 1916 comenzó a trabajar para los policías locales al ayudar con la captura de cuatreros, pero dejó la actividad después de dos años pues su salud comenzaba a mermar. En 1919 publicó otro libro: “El Cowboy de la Estrella Solitaria” (A Lone Star Cowboy), que reemplazó a “Un Cowboy Detective” puesto que los derechos de autor de esta obra habían caducado. En 1920 lanzó otra publicación: “Billy the Kid”.
Por problemas financieros abandonó Santa Fe en 1922 y se dirigió a Los Ángeles. Allí se convirtió en una celebridad mediana debido a la notoriedad alcanzada por sus libros. También participó en la producción de películas western, además de representar algunos pequeños papeles en películas. En 1927 publicó su último libro: “Reata y Espuelas” (Riata and Spurs), nuevamente objetada por la agencia, por lo que la obra se convirtió en un recuento de asuntos ficticios, lejano a la versión querida por Siringo.
Las narraciones del detective Siringo ayudaron a acentuar el romanticismo del viejo oeste, haciendo de él también una personalidad reconocida en el país. Murió en California en 1928.
Charlie Siringo aparece como personaje principal en la interesantísima película de Sergio Sollima "Cara a cara" ("Faccia a faccia", 1.967), interpretado por el actor William Berger.